# Saxinis subpubescens
Saxinis subpubescens är en skalbaggsart som beskrevs av Schaeffer 1906. Saxinis subpubescens ingår i släktet Saxinis och familjen bladbaggar. Inga underarter finns listade i Catalogue of Life.